# Alphabet yoruba
L'alphabet yoruba (en yoruba : Álífábẹ́ẹ̀tì Yorùbá) est l'un des deux alphabets latins utilisés pour écrire la langue yoruba, l'un au Nigéria et l'autre au Bénin voisin.
L'alphabet yoruba nigérian est composé de 25 lettres, sans les lettres C, Q, V, X ni Z, mais avec les ajouts de Ẹ, Ọ, Ṣ et Gb,. Cependant, de nombreuses consonnes exclues sont présentes dans plusieurs formes dialectales du yoruba, notamment V, Z et d'autres digrammes (comme ch, gh et gw). Les dialectes yoruba centraux ont également deux voyelles supplémentaires qui sont des allophones de I et U. Il est quelque peu inhabituel qu'au Nigéria, la lettre P transcrive généralement [k͜p], étant [p] seulement dans des situations restreintes comme les onomatopées.
L'alphabet béninois est le même sans C, Q, V, X ni Z, mais avec les ajouts de Ɛ, Ɔ, Gb, Sh et Kp.

## Lettres
| Capitale  | A | B | D | E | Ẹ | F | G | Gb | H | I | J  | K | L | M | N    | O | Ọ | P     | R | S | Ṣ | T | U | W    | Y |
| Minuscule | a | b | d | e | ẹ | f | g | gb | h | i | j  | k | l | m | n    | o | ọ | p     | r | s | ṣ | t | u | w    | y |
| IPA       | a | b | d | e | ɛ | f | g | ɡ͡b | h | i | d͡ʒ | k | l | m | n, ŋ̍ | o | ɔ | k͡p, p | ɾ | s | ʃ | t | u | w, ʷ | j |

Les voyelles nasales s'écrivent avec des digrammes : ‹ in ›, ‹ ẹn ›, ‹ an ›, ‹ ọn ›, ‹ un ›, à moins qu'elles ne viennent après ‹ n ›. Les voyelles longues s'écrivent doubles, comme dans dáadáa (litt. bien, d'accord). Les tons aigus et graves s'écrivent avec des accents aigus et accents graves (á, à), tandis que le ton moyen n'est pas marqué (a), sauf pour la désambiguïsation sur une nasale (n̄, etc.). Les combinaisons de ces tons produisent des tons descendants et ascendants, écrits par exemple â ou ǎ lorsqu'ils sont combinés sur une seule voyelle. Ces consonnes peuvent également apparaître sur les consonnes nasales, comme dans ńkọ́ (comment ?...), nǹkan (choses). Une apostrophe peut être utilisée pour marquer un son élidée, au choix de l'auteur, comme dans ń'lé (chez soi), de ní ilé, mais sọ́dọ̀ (vers un lieu), de sí ọ̀dọ̀. Lorsque n est une syllabe à part entière avant une voyelle, comme dans n ò lọ (Je n'y suis pas allé), elle se prononce [ŋ̍] (ton plus).
| Upper case | A | B | D | E | Ɛ | F | G | GB | H | I | J  | K | KP | L | M | N    | O | Ɔ | P | R | S | SH | T | U | W | Y |
| Lower case | a | b | d | e | ɛ | f | g | gb | h | i | j  | k | kp | l | m | n    | o | ɔ | p | r | s | sh | t | u | w | y |
| IPA        | a | b | d | e | ɛ | f | g | ɡ͡b | h | i | d͡ʒ | k | k͡p | l | m | n, ŋ̍ | o | ɔ | p | ɾ | s | ʃ  | t | u | w | j |

Dans la signalisation plus ancienne, ‹ C › peut être vu pour l'actuel ‹ Sh ›.